# Патримонио
Патримонио (фр. Patrimonio, корс. Patrimoniu) — коммуна во Франции, находится в регионе Корсика. Департамент коммуны — Верхняя Корсика. Входит в состав кантона Кап-Корс. Округ коммуны — Бастия.
Код INSEE коммуны — 2B029.

## Население
Население коммуны на 2008 год составляло 666 человек.
| 1962 | 1968 | 1975 | 1982 | 1990 | 1999 | 2008 |
| ---- | ---- | ---- | ---- | ---- | ---- | ---- |
| 345  | 393  | 397  | 447  | 546  | 645  | 666  |

## Экономика
В 2007 году среди 426 человек в трудоспособном возрасте (15—64 лет) 264 были активными, 162 — неактивными (показатель активности 62,0 %, в 1999 году было 60,6 %). Из 264 активных работали 238 человек (139 мужчин и 99 женщин), безработных было 26 (11 мужчин и 15 женщин). Среди 162 неактивных 31 человек был учеником или студентом, 54 — пенсионерами, 77 были неактивными по другим причинам[стиль].